# Vacansoleil-DCM Pro Cycling Team/2013
Deze pagina geeft een overzicht van de Vacansoleil-DCM-wielerploeg in 2013.

## Algemeen
Sponsors: Vacansoleil, DCM
Algemeen Manager: Daan Luijkx
Teammanager: Hilaire Van der Schueren
Ploegleiders: Michel Cornelisse, Jean-Paul van Poppel, Charles Palmans, Bob De Cnodder
Fietsen: Bianchi
Banden: Vredestein
Kleding: Santini SMS
Budget: 8 miljoen euro
Kopmannen: Thomas De Gendt, Björn Leukemans, Lieuwe Westra, Juan Antonio Flecha

## Renners
| Naam                     | Geboortedatum | Nationaliteit | Ploeg 2012                   | Ploeg 2014                   |
| ------------------------ | ------------- | ------------- | ---------------------------- | ---------------------------- |
| Kris Boeckmans           | 13-02-1987    | België        | Vacansoleil-DCM              | Lotto-Belisol                |
| Grega Bole               | 13-08-1985    | Slovenië      | Lampre-ISD                   | Vini-Fantini-Nippo           |
| Thomas De Gendt          | 06-11-1986    | België        |                              | Omega Pharma-Quick Step      |
| Romain Feillu            | 16-04-1984    | Frankrijk     |                              | Bretagne-Séché Environnement |
| Juan Antonio Flecha      | 17-09-1977    | Spanje        | Sky ProCycling               | gestopt                      |
| Johnny Hoogerland        | 13-05-1983    | Nederland     |                              | Androni Giocattoli-Venezuela |
| Kenny van Hummel         | 30-09-1982    | Nederland     |                              | Androni Giocattoli-Venezuela |
| Martijn Keizer           | 25-03-1988    | Nederland     |                              | Belkin Pro Cycling           |
| Sergej Lagoetin          | 14-01-1981    | Oezbekistan   |                              | RusVelo                      |
| Björn Leukemans          | 01-07-1977    | België        |                              | Wanty-Groupe Gobert          |
| Pim Ligthart             | 16-06-1988    | Nederland     |                              | Lotto-Belisol                |
| Bert-Jan Lindeman        | 16-06-1989    | Nederland     |                              | Rabobank Development Team    |
| Barry Markus             | 17-07-1991    | Nederland     |                              | Belkin Pro Cycling           |
| Marco Marcato            | 11-02-1984    | Italië        |                              | Cannondale Pro Cycling Team  |
| Tomasz Marczyński        | 06-03-1984    | Polen         |                              | CCC Polsat Polkowice         |
| Wouter Mol               | 17-04-1982    | Nederland     |                              | Veranclassic-Doltcini        |
| Nikita Novikov (t/m 7-6) | 10-11-1989    | Rusland       |                              | geschorst                    |
| Wout Poels               | 01-10-1987    | Nederland     |                              | Omega Pharma-Quick Step      |
| Boy van Poppel           | 18-01-1988    | Nederland     | Unitedhealthcare Pro Cycling | Trek Factory Racing          |
| Danny van Poppel         | 26-07-1993    | Nederland     | Rabobank Continental Team    | Trek Factory Racing          |
| Rob Ruijgh               | 12-11-1986    | Nederland     |                              | Vastgoedservice              |
| José Rujano (t/m 23-9)   | 18-02-1982    | Venezuela     | Androni Giocatolli           | gestopt                      |
| Mirko Selvaggi           | 11-02-1985    | Italië        |                              | Wanty-Groupe Gobert          |
| Rafael Valls             | 25-06-1987    | Spanje        |                              | Lampre-Merida                |
| Frederik Veuchelen       | 04-09-1978    | België        |                              | Wanty-Groupe Gobert          |
| Willem Wauters           | 10-11-1989    | België        | beloften                     | Vérandas Willems             |
| Lieuwe Westra            | 11-09-1982    | Nederland     |                              | Astana                       |

## Belangrijke overwinningen
| Ronde van Catalonië 7e etappe: Thomas De Gendt Ronde van Californië 1e etappe: Lieuwe Westra Ster ZLM Toer 5e etappe: Pim Ligthart Nationale kampioenschappen wielrennen Nederland - tijdrit: Lieuwe Westra Venezuela - tijdrit: José Rujano Nederland - wegwedstrijd: Johnny Hoogerland Ronde van de Ain 2e etappe: Grega Bole 4e etappe: Wout Poels Druivenkoers Overijse Winnaar: Björn Leukemans Arctic Race of Norway 1e etappe: Kenny van Hummel |

2005 · 
2006 · 
2007 · 
2008 · 
2009 · 
2010 · 
2011 · 
2012 · 
2013
AG2R-La Mondiale · Argos-Shimano · Astana · Belkin Pro Cycling · BMC Racing Team · Cannondale Pro Cycling Team · Euskaltel-Euskadi · FDJ · Team Garmin-Sharp · Katjoesja · Lampre-Merida · Lotto-Belisol · Team Movistar · Omega Pharma-Quick Step · Orica-GreenEdge · RadioShack-Leopard · Team Saxo-Tinkoff · Sky ProCycling · Vacansoleil-DCM